# 1861 v športu
1861 v športu.

## Bejzbol
- NABBP določi letno konferenco decembra. Ameriška državljanska vojna povzroči upad tekem

## Golf
- Odprto prvenstvo Anglije - zmagovalec Tom Morris starejši

## Konjske dirke
- Prvi Melbourne Cup - zmagovalec Archer

## Veslanje
- Regata Oxford-Cambridge - zmagovalec Oxford